# Zosimus sculptus
Zosimus sculptus is een krabbensoort uit de familie van de Xanthidae. De wetenschappelijke naam van de soort is voor het eerst geldig gepubliceerd in 1794 door Herbst.